# مادام دو باری (فیلم ۱۹۵۴)
مادام دو باری (انگلیسی: Madame du Barry) فیلمی در ژانر درام است. از بازیگران آن می‌توان به مارتین کارول و جانا ماریا کنله اشاره کرد.